# 桑塞多
桑塞多，是西班牙卡斯蒂利亚-莱昂莱昂省的一个市镇。 总面积31平方公里，总人口572人（001年），人口密度18人/平方公里。